# Starowlany
Starowlany [starɔˈvlanɨ] est un village polonais de la gmina de Kuźnica dans le powiat de Sokółka et dans la voïvodie de Podlachie. Il se situe à environ 7 kilomètres à l'ouest de Kuźnica, à 12 kilomètres au nord de Sokółka et à 50 kilomètres au nord-est de Białystok. 